# Устройство на ветроходното ветрило
Ветрилото на всеки ветроходен кораб е сложно техническо съоръжение. Всички части и елементи на ветрилото имат свои названия.

## Геометрични елементи

### Ъгли
Названията на ъглите на ветрилото са образувани от названията на тези снасти (въжета), които се присъединяват към тези ъгли.
На триъгълното ветрило горния ъгъл се нарича фалов. К него се закрепя фала, използван за вдигане на ветрилото. От двата долни ъгъла предния се нарича галсов, а задния – шкотов.
При гафелното ветрило долните ъгли се наричат по същия начин, както при триъгълното. Горния преден ъгъл обикновено се нарича фалов, задния горен – нок-бензелен.
Галсовия ъгъл е твърдо скрепен в някаква точка (на шарнира на гика за грота или към палубе за стаксела, например). Шкотовия ъгъл може да се премества и да се нагажда в зависимост от галса.
При правото ветрило долните ъгли се наричат брасов (наветрения) и шкотов (подветрения). При сменя на галса тези ъгли (също както и шкота с браса) си сменят имената.

### Шкаторини
Така се наричат краищата на ветрилата, обшивани с въже, за да не се къса ветрилото. В зависимост от формата на ветрилото то може да има от три до пет шкаторини. Като правило, шкаторината на триъгълното или гафелното ветрило, между фаловия и галсовия ъгъл, се нарича предна. С предната си шкаторина триъгълното ветрило се закрепва към рангоута или такелажа.
Правото и латинското ветрила се поставят на рангоута с горната им шкаторина.
Гафелното ветрило се поставитя на рангоута в болшинството случаи с горната си шкаторина (на гафела) и с предната си шкаторина (за мачтата). В този случай гика отсъства. Впрочем, възможен е вариант за установка на гафелното ветрило с гик или с гикова надлъжна лата, поддържаща долната шкаторина.

### Издутина
Ветрилата за различните ветрове се разкрояват с различна кривина. За по-слаби ветрове се използват по-издуващи се ветрила, за силни – по-плоски. Издутината се постига с помощта на добавка. Добавката представлява лента ветрило с променлива ширина (от нула до ширината на необходимото). Колкото по-голяма е добавената лента, толкова по-издуто ще е ветрилото.

### Сърповина (или сърп)
По правилата за измерване на яхтите, площта на ветрилата се приема за равна на площта на триъгълника, прокаран по трите ъгъла – фаловия, галсовия и шкотовия. Следователно, сърповината е малко „излишна“ площ, която се добавя към ефективността на ветрилата няколко допълнителни процента. Всяка шкаторина има своя сърповина. Но предната и (много често) долната шкаторина на бермудския грот се поставят на рангоута. Затова, бидейки изправени, тези шкаторини дават „излишна“ тъкан, която и образува издутината на ветрилото. Така, сърповините на предната и долната шкаторини са точно разчетени, и да се увеличи площта на ветрилата за тяхна сметка не е възможно. За сметка на това задната шкаторина на бермудското ветрило винаги е свободна и дава голям диапазон за маневра. Не е удивително, че състезателите поръчват на майсторите на ветрила ветрила с ясно изразени задни сърповини. При такива ветрила площта на задната сърповина достига едва ли не до 30 – 35% от площта, получена чрез измерване на ветрилата.
Обикновено щормовите платна нямат сърповини, или се разкрояват даже с отрицателни сърповини, за да направят ветрилото колкото се може по-плоско. Естествено, ветрилата за слаби ветрове се кроят по-издути.

## Конструкция на ветрилото
Ветрилото трябва не само да създава теглителна сила, но и да издържа на големи натоварвания, лесно да се поддава на регулировка, бързо да се вдига и сваля. Във връзка с това ветрилото има множество спомагателни елементи.

### Шкато́рина
Тъй като шкаторината трябва да издържа на значителни натоварвания, тя е допълнително усилена с тънко слабонавито въже – булин. Краищата на шкаторината се подгъват, а булинът се влага вътре и щателно се прошива. Булинът се прокарва по такъв начин, че по дължината на шкаторината през определена стъпка той да образува кренгелси – малки клупове, през които може да се прокарат въжетата за закрепване към рангоута, например, слаблина или реванта.
Предната шкаторина на триъгълното ветрило допълнително се усилва с още едно въже – ликтрос. Този процес се нарича ликовка. Често ликоват и долната шкаторина. Щормовите ветрила винаги са ликовани по всички шкаторини.

### Ъгли
Ъглите на ветрилото носят огромни концентрирани натоварвания от фаловете, галсовете и шкотовете. За това ъглите на ветрилата се укрепват особено щателно обикновено с няколко слоя специално разкроени сектори от плат, които се наричат боути. Боута се пробива, и в отвора се пъха метален люверс, който щателно се прошиват. На големите и щормовите ветрилна боутите допълнително се усилват с метални пластини от стомана – фалови пластини.

### Сърповина
Триъгълните и гафелните ветрила за слаби ветрове имат особено развита сърповина, която няма как да „стои“ сама, а ще се огъва от вятъра. Това се получава поради това, че булина винаги е натегнат при прошивката. Такова „поведение“ на тъканта изкривява формата на ветрилото, намалявайки така неговата ефективност. За предотвратяване на това явление майсторите на ветрила пришиват към мекото ветрило латджобове, в които се поставят лати.

### Латджобове
Латджобът представлява дълга кухина, пришита към мекото ветрило, почти паралелно на долната шкаторина (перпендикулярно на задната шкаторина), и отворена към страната на задната шкаторина. В тези джобове се поставят дълги метални, дъревени или пластмасови дъсчици, наричани лати.
На съвременните състезателни яхти латите не само поддържат сърповината на задната шкаторина, но и регулират твърдостта на ветрилото. Такива латджобове се изпълняват проходни, т.е. те достигат до предната шкаторина. Едно ветрило може да има няколко комплекта лати. За слаби ветрове служат по-меките лати, за силните ветрове – по-твърдите.

### Рифове
Рифовете служат за оперативното намаляване на площта на ветрилото при усилване на вятъра. Те представляват дълги хоризонтални лентички от плътна парусина (риф-банти), пришити направо към самото ветрило. През определена стъпка риф-бантите са пробити и усилени с люверси. В люверсите са прокарани къси слабонавити щерти – риф-сезни (тънки въженца). Обвързвайки риф-сезните около рангоута, моряците намаляват площта на ветрилото – „обират рифовете“. Обикновено ветрилото има от два до четири рифа.

## Регулировка на ветрилата
Да се ушие универсално ветрило за всички видове вятър е невъзможно. Даже неопитен човек може да види разликите между лекото ветрило за слаб вятър и тежкото, усилено щормово ветрило. В идеалния случай трябва да има няколко комплекта ветрила за различните ветрове. Но ветрилото, от друга страна, е много скъпо. Освен това, смяната на ветрила по време на състезание означава и загуба на скъпоценно време. За това моряците и яхтсмените имат няколко способа, как да се разшири диапазона на използване на ветрилата.

### Рифоване
Най-разпространеният способ за бързо изменяне (намаляване) на площта на ветрилото е вземането на рифове или рифоването. Навременното рифоване е изкуство, усвоявано с опита. Съществува разпространено заблуждение, че колкото е по-голяма площта на ветрилата, толкова е по-голяма и скоростта на съда. Това не винаги е вярно. При усилване на вятъра корпусът на съда получава допълнителен крен и диферент, което намалява както ефективната ветрилна площ така и страничното съпротивление на подводната част на корпуса вследствие на което намалява както скоростта по курса така и ефективната скорост. Опитният капитан може да увеличи скоростта, заповядвайки навреме да се вземе риф.

### Патент-гик и патент-щаг
Друг способ значително да се съкрати площта на ветрилата е като се намотае тяхната мека част около рангоута или такелажа. Този способ през последните години получава в яхтинга широко разпространение. За това гика се прави въртящ около своята надлъжна ос. Такъв гик се нарича „патент-гик“. Регулирайки фала, и с няколко оборота на гика, може да се превърне огромното ветрило в малко парченце. Аналогично се постъпва и със стаксела – намотова се предната шкаторина на стаксел-щага. Естествено, такъв щаг също трябва да може да се върти (т.е. да е „рол-риф“).

### Огъване на рангоута
При ветрилата, които се вдигат на мачта чрез регулиране на огъването на мачтата назад, може да се получи по плоско или по издуто ветрило. По този начин се регулира тягата на ветрилото според силата на вятъра. При силен вятър е желателно ветрилото да е по-плоско за да се намалят крена и диферента, което се постига с огъване на мачтата назад а при слаб вятър когато е необходима повече тяга мачтата се „изправя“ т.е. намалява се огъването ѝ назад. Системи за регулиране на огъването на мачтата са обичайни при състезателните яхти, но рядко се срещат на туристически лодки.